# FC Cahul-2005
Fotbal Club Cahul-2005 – mołdawski klub piłkarski z siedzibą w Kagule.

## Historia
Chronologia nazw:
- 1992—1993: Tricon Cahul
- 1999—2000: FC Cahul
- 2005—...: FC Cahul-2005

Drużyna piłkarska Tricon Cahul została założona w mieście Kagule w 1992. W sezonie 1992 debiutował w Divizia A, w której zajął 5. miejsce i zdobył awans do pierwszej ligi. Latem 1992 debiutował w Wyższej Lidze Mołdawii, ale zajął przedostatnie 15. miejsce i spadł z powrotem do Divizia A. Jednak przed startem nowego sezonu klub wycofał się z rozgrywek i został rozwiązany w 1993.
W latach 1995−1998 w Kagule swe mecze rozgrywał wojskowy klub CSA Victoria, który potem przeniósł się do Kiszyniowa. W 1999 odtworzono klub pod nazwą FC Cahul, który startował w Divizia B, ale po sezonie zrezygnował z dalszych występów.
Dopiero w 2005 klub został reaktywowany jako FC Cahul-2005. W sezonie 2007/08 ponownie startował w Divizia A, w której występuje do dziś.

## Sukcesy
- 15. miejsce w Divizia Națională: 1992/93
- 5. miejsce w Divizia A: 1992
- 1/8 finału Pucharu Mołdawii: 2009/10